# Zermanson
Il rio Zermanson o Zermason è un corso d'acqua di origine risorgiva del Veneto.
Si origina in comune di Zero Branco, presso villa Guidini. Scorre verso sud-est lambendo Sambughè, Campocroce e Zerman per confluire infine nello Zero all'altezza di Marcon.
Nell'ambito del progetto Passante Verde, volto alla riqualificazione ambientale della zona attraversata dal Passante di Mestre, è prevista la realizzazione di zone boschive e umide e la creazione di percorsi ciclo-pedonali lungo il percorso del fiume. È anche al centro di studi e interventi ambientali condotti dal consorzio di bonifica Acque Risorgive, ente a cui compete la gestione del bacino.